# Vリーグジュニア選手権大会
Vリーグジュニア選手権大会（ブイリーグ・ジュニアせんしゅけんたいかい）は、バレーボールの日本バレーボールリーグ機構（Vリーグ）が主催して、2015年から創設するVリーグ加盟の育成型チーム（いわゆるアカデミー）の中学生によるトーナメント大会である。
Vリーグでは、日本におけるバレーボール競技人口の減少と、将来の有望選手の育成の観点から、Vリーグに加盟する各クラブに対して、育成型チーム（アカデミー）の設立を推進してきたが、今回このジュニアチームによるトーナメント大会を開催することによって、ジュニアチームの活動機会の提供、さらに若手選手育成に尽力することを目的として設立された。

## スポンサー
- 主催　（一社）日本バレーボールリーグ機構
- 共催　（公財）日本バレーボール協会
- 主管　Vリーグジュニア選手権大会実行委員会
- 後援　開催都道府県のバレーボール協会
- 協力　アシックスジャパン（株）

## 各年度概要

### 2015年度（第1回）
- 男子の部のみ、参加12チーム
- 会期　8月29日・8月30日
- 会場　枚方市・パナソニックアリーナメインホール
- 参加チーム
  - サンダーズジュニア・広島
  - サンバーズジュニア
  - 豊田合成トレフェルサジュニア
  - 堺ジュニア・ブレイザーズ
  - ジェイテクトSTINGSジュニア
  - パンサーズジュニア
  - 東レ・アローズジュニア
  - FC東京ジュニア
  - Sun GAIAジュニア
  - 兵庫デルフィーノジュニア
  - きときとトレフェルサ氷見
  - 枚方市立杉中学校男子バレーボール部（招待参加）
- 試合方式
  - 初日は上記12チームを抽選で3チームずつ4組に分けての1回総当たりリーグを25点先取・ラリーポイント制の2セットマッチ（引き分け有）で行い、各組の順位に応じて2日目の順位決定戦の組み合わせを決める。
  - 順位決定は勝率順を基本とし、同勝率である場合はセット率→得点率の順番で順位を決める。
  - 2日目の順位決定戦は各組の1位の4チームが「1-4位決定戦」、2位の4チームが「5-8位決定戦」、3位の4チームが「9-12位決定戦」にそれぞれ振り分けられ、トーナメント方式で順位を決定する。試合は25点先取・ラリーポイント制の3セットマッチ（第3セットのみ15点先取）とする。
  - 優勝　パンサーズジュニア